# Asagena meridionalis
Asagena meridionalis es una especie de araña del género Asagena, familia Theridiidae, orden Araneae. La especie fue descrita científicamente por Kulczyński en 1894.
La especie se mantiene activa durante los meses de abril, mayo, junio, septiembre y octubre.

## Descripción
Los machos miden 4-6 milímetros de longitud y las hembras 4,9-5,6 milímetros.

## Distribución
Se distribuye por Ucrania, Grecia, Bulgaria, Francia, Croacia e Italia.